# Villa Treuenau
Die Villa Treuenau in der Nieder-Ramstädter Straße 160 ist ein Bauwerk in Darmstadt.

## Geschichte und Beschreibung
Die Villa Treuenau wurde um das Jahr 1900 erbaut.
Stilistisch gehört die Villa zum Historismus.
Die zweigeschossige Villa besitzt ein biberschwanzgedecktes Dach mit einem Turm.
Das Sockelgeschoss ist dunkel abgesetzt, die oberen Stockwerke und die Turmfassaden sind als Zierfachwerk ausgebildet und hell ausgefacht.
Der Turm ist im oberen Teil mit Holz verschalt.
Bemerkenswerte Details sind die interessante Turmspitze und der Eingang.

## Denkmalschutz
Die Villa Treuenau ist das zentrale Bauwerk der kleinen Landhaus- und Villensiedlung in der Kekuléstraße.
Die Turmfenster wurden nachträglich durch – nicht stilgerechte – Glasbausteine ersetzt.
Aus architektonischen, baukünstlerischen und stadtgeschichtlichen Gründen steht die Villa Treuenau unter Denkmalschutz.